# The Hurting
| 전문가 평가          | 전문가 평가 |
| 평가 점수            | 평가 점수   |
| 출처                 | 점수        |
| -------------------- | ----------- |
| AllMusic             | [ 8 ]       |
| The Line of Best Fit | 8/10        |
| Mojo                 | [ 10 ]      |
| PopMatters           | 8/10        |
| Q                    | [ 12 ]      |
| Record Collector     | [ 13 ]      |
| Record Mirror        | [ 14 ]      |
| Rolling Stone        | [ 15 ]      |
| Smash Hits           | 8/10        |
| Uncut                | 8/10        |

《The Hurting》은 영국의 팝 록 밴드 티어스 포 피어스의 데뷔 스튜디오 음반으로, 1983년 3월 7일, 머큐리 레코드를 통해 발매되었고, 포노그램 레코드가 유통을 담당했다. 이 음반은 발매 2주 차에 영국 음반 차트에서 1위를 기록했으며, 발매 3주 이내에 영국 축음기 협회로부터 골드 인증을 받았다. 이 음반은 또한 캐나다, 독일, 오스트레일리아 등 여러 나라에서 상위 40위 안에 진입했다. 1985년 1월에는 영국에서 플래티넘 인증을 받았다.
《The Hurting》은 아동 학대, 심적외상, 우울증이라는 주제를 중심으로 한 느슨한 콘셉트 음반이다. 이러한 어두운 주제에도 불구하고, 이 음반은 큰 상업적 성공을 거두었다. 이 음반에는 티어스 포 피어스의 첫 세 히트 싱글인 〈Mad World〉, 〈Change〉, 〈Pale Shelter〉가 수록되어 있으며, 이들 모두 영국에서 5위권 안에 들었고 국제적으로도 상위 40위권에 진입했다. 또한, 이 음반에는 1981년에 처음 발매되었던 밴드의 첫 번째 싱글 〈Suffer the Children〉의 새로운 버전이 수록되어 있으며, 〈Pale Shelter〉의 음반 수록 버전 또한 새로 녹음된 것이다. 이 음반은 초기에 엇갈린 평가를 받았지만, 이후에는 회고적으로 비평가들의 찬사를 받았다.
이 음반은 1999년에 리마스터되어 재발매되었으며, 보너스 트랙으로 네 곡의 리믹스가 추가되었고, 음반 제작 과정에 대한 라이너 노트가 포함된 해적판이 수록되었다. 2013년 10월 21일에는 발매 30주년을 기념하여 더블 CD와 디럭스 4디스크 박스 세트 형식으로 재발매되었다. 음반 발매 40주년을 맞이하여, 2023년 6월에는 스티븐 윌슨이 새롭게 리믹스한 돌비 애트모스 및 5.1 서라운드 사운드 블루레이 버전과, 오리지널 믹스를 리마스터한 바이닐 판이 발매되었다.

## 배경
1981년 밴드 그래듀에이트가 해체된 이후, 롤랜드 오자발과 커트 스미스는 히스토리 오브 헤드에이크스라는 이름으로 새로운 밴드를 결성했다. 두 사람은 미국의 심리학자이자 심리치료사이며 작가인 아서 야노프의 저작에 흥미를 가지게 되었고, 그의 저서에 나오는 문구에서 이름을 따 티어스 포 피어스로 밴드명을 변경했다.
오자발이 작곡한 곡들은 자신의 어린 시절의 트라우마와 야노프의 원초 치료 이론에서 영감을 받아 쓰였다. 대부분의 곡들은 야노프의 저작에서 강한 영향을 받았다. 〈Ideas as Opiates〉는 그의 1980년 저서 《Prisoners of Pain》에 수록된 한 장의 제목에서 따온 것이며, 이 책은 〈The Prisoner〉라는 곡에도 직접적인 영향을 주었다. 음악적 영향으로는 게리 누만, 토킹 헤즈, 피터 가브리엘, 조이 디비전 등이 있었다.
밴드는 초기에 두 장의 싱글을 다른 프로듀서들과 함께 작업했으며, 이후 크리스 휴스를 영입하여 음반의 프로듀서로 참여시켰다. 밴드의 중심인 오자발과 스미스는 프로듀서 휴스, 로스 컬럼과 긴밀하고 민주적인 협업 관계를 유지했으며, 네 사람 모두가 동의한 아이디어만을 사용하는 방식을 고수했다. 음반이 제작되기 전, 원래는 싱글의 B면으로 계획되었던 〈Mad World〉가 발매되어 히트 싱글이 되었다. 첫 두 싱글인 〈Suffer the Children〉과 〈Pale Shelter〉는 음반 수록을 위해 재녹음되었다.

## 곡 목록
모든 곡들은 롤랜드 오자발에 의해 작사/작곡하였다.
| #  | 제목                 | 리드 보컬           | 재생 시간 |
| -- | -------------------- | ------------------- | --------- |
| 1. | 〈The Hurting〉      | 오자발, 커트 스미스 | 4:20      |
| 2. | 〈Mad World〉        | 스미스              | 3:35      |
| 3. | 〈Pale Shelter〉     | 스미스              | 4:34      |
| 4. | 〈Ideas as Opiates〉 | 오자발              | 3:46      |
| 5. | 〈Memories Fade〉    | 오자발              | 5:08      |

| #   | 제목                       | 리드 보컬 | 재생 시간 |
| --- | -------------------------- | --------- | --------- |
| 6.  | 〈Suffer the Children〉    | 오자발    | 3:53      |
| 7.  | 〈Watch Me Bleed〉         | 오자발    | 4:18      |
| 8.  | 〈Change〉                 | 스미스    | 4:15      |
| 9.  | 〈The Prisoner〉           | 스미스    | 2:55      |
| 10. | 〈Start of the Breakdown〉 | 오자발    | 5:00      |

## 인증
| 국가                                                  | 인증     | 판매량/출하량 |
| ----------------------------------------------------- | -------- | ------------- |
| 캐나다 (뮤직 캐나다)                                  | 플래티넘 | 100,000^      |
| 프랑스 (SNEP)                                         | 골드     | 100,000*      |
| 영국 (BPI)                                            | 플래티넘 | 300,000^      |
| 미국 (RIAA)                                           | 골드     | 500,000^      |
| *판매량을 기반으로 한 인증 ^출하량을 기반으로 한 인증 |          |               |